# لودویگ کایزر
لودویگ کایزر (انگلیسی: Ludwig Kaiser؛ زادهٔ ۸ ژوئیهٔ ۱۹۹۰) کشتی‌گیر کشتی حرفه‌ای اهل آلمان است.